# Sete Lagoas (ilha das Flores)
Sete Lagoas é o nome atribuído a um conjunto de sete lagoas alojadas dentro da caldeira de um dos vulcões primordiais da ilha das Flores, no arquipélago dos Açores.
Apesar de muitos milhões de anos de erosão e de esta formação geológica se encontrar muito desgastada pelas frequentes e fortes chuvas do oceano atlântico, aliadas às fortes ventanias de altitude não perdeu de todo o seu Misticismo e encantamento de um vulcão que embora vivo se encontra presioneiro dentro de uma montanha adormecida, suspenso num imenso mar de nuvens que alimentam  de pluviosidade as florestas de laurissilva que descem a encosta e bordam as lagoas.
Foram atribuídos nomes às lagoas de acordo com as suas características: a Lagoa Negra cujo nome provém da cor das suas águas, que são negras devido à profundidade que tem e que chega aos 110 metros. É rodeada de areais e encontra-se aninhada entre altas montanhas. À volta das margens da lagoa surgem grandes maciços de hortênsias de várias cores.
As restantes lagoas deste conjunto chamam-se: Lagoa Branca, Lagoa Comprida, Lagoa Rasa, Lagoa da Lomba, Lagoa Funda e Lagoa Seca.